# لا يمكن أن تكون أجاثا
لا يمكن أن تكون أجاثا (بالألمانية: Agathe kann’s nicht lassen) هو مسلسل تحقيق كوميدي تلفزيوني نمساوي وألماني يستند على كتب أجاثا كريستي الخاصة بالآنسة ماربل بُثَّ المسلسل لأول مرة في 27 أكتوبر 2005 ولآخر مرة في 4 يناير 2007 وهو يتكون من موسمين ومدة الحلقة تقارب 90 دقيقة ولغة المسلسل هي الألمانية.

## تاريخ بث الحلقات

### الموسم الأول
- الحلقة الأولى في 27 أكتوبر 2005
- الحلقة الثانية في 3 نوفمبر 2005

### الموسم الثاني
- الحلقة الأولى في 21 ديسمبر 2006
- الحلقة الثانية في 30 ديسمبر 2006
- الحلقة الثالثة والأخيرة في 4 يناير 2007

## روابط خارجية
- لا يمكن أن تكون أجاثا على موقع IMDb (الإنجليزية)
- لا يمكن أن تكون أجاثا على موقع ألو سيني (الفرنسية)
- لا يمكن أن تكون أجاثا على موقع قاعدة بيانات الفيلم (الإنجليزية)